# Гунали, Александр Павлович
Александр Павлович Гунали (27 июня [10 июля] 1900, Симферополь — 30 июля 1986, Запорожье) — советский биолог. Директор заповедника «Аскания-Нова» (1929). Репрессирован, провёл в лагерях 10 лет. Реабилитирован в 1957 году.

## Биография
Родился 27 июня 1900 года в Симферополе в дворянской семье. Отец Павел Константинович являлся служащим Симферопольского уездного земства, а мать Софья Васильевна — слушательницей фельдшерских курсов. Семья владела усадьбой в Хан-Эли.
Учился в реальное училище. С июня по ноябрь 1919 года по мобилизации служил в Белой армии. Учась на агрономическом факультете Таврического университета, который он окончил в 1923 году, состоял в социал-демократическом движении и симпатизировал меньшевикам.
В июне 1922 года был назначен заместителем директора Крымского заповедника, а спустя три года — на аналогичную должность в Кавказском заповеднике. На Кавказе занимался организацией экспедиций по обнаружению зубров, которые выявили что популяция полностью утрачена. В 1929 году был переведён в «Асканию-Нова», где сначала стал заведующим зоопарка, а в 1931 году — заведующим отделом акклиматизации института гибридизации. Занимался сохранением популяции лошади Пржевальского. Участник первого Всесоюзного съезда по охране природы, который прошёл в Москве.
Во время сталинских репрессий в ночь на 26 октября 1933 года был арестован ГПУ и направлен в Днепропетровск. Гунали был обвинён в создании «Асканийской контрреволюционной организации». Решением Судебной тройкой при Коллегии ГПУ Украинской ССР от 24 февраля 1934 года ему было вынесено наказание в виде 10 лет исправительно-трудовых лагерей. Новый директор Института Аскания-Нова, лысенковец А. А. Нуринов писал следующее: «Чистка партии указала и на то, что в печатных трудах Института протаскивались вредные теории, в частности, даже в № 1 Трудов Института, изданном в 1934 г., была помещена по существу контрреволюционная статья Станчинского („Теоретические основы акклиматизации животных“), а сам Станчинский и его ученики — Гунали и Никольский — возводились в роль передовых советских ученых. Все это сейчас выкорчевано из Института».
Тюремный срок отбывал в Мариинских лагерях Сиблага в Кемеровской области. Являлся старшим зоотехником совхозов. После освобождения в октябре 1943 года имел запрет возвращаться и был закреплён в качестве вольнонаёмного — старшим зоотехником за Антибесским совхозом Сиблага. Спустя год работы был повышен до начальник части животноводства. В 1954 году был награждён серебрённой медалью Главвыставкомом ВСХВ. В 1953 году в сборнике Труды Института гибридизации и акклиматизации животных была опубликована его работа «Новый гибрид — дикая лошадь Пржевальского и зебра» (1953).
По решению судебной коллегии по уголовным делам Верховного суда Украинской ССР от 2 ноября 1957 года был реабилитирован.
В 1977 году переехал из Бузулука к родственникам в Запорожье. На пенсии продолжал заниматься проблемой лошадей Пржевальского. Скончался 30 июля 1986 года в Запорожье.